# Бирманская операция (1942)
Бирманская операция 1942 года — боевые действия на территории современной Мьянмы с января по май 1942 года (до начала сезона дождей).

## Предыстория
Японским командованием придавалось важное военное и политическое значение расположенной на северном фланге районов Южных морей Бирме. Её захват давал возможность отрезать пути снабжения чанкайшистского Китая, а также создавал плацдарм для вторжения в Индию. Перед началом войны Императорская Ставка в директиве Южной группе армий указывала, что «в период наступательных операций в районах Южных морей захватываются в удобный момент авиационные базы в Южной Бирме и, если позволит обстановка, проводится операция на всей территории Бирмы».

## Ход событий

### Вторжение японцев и захват Нижней Бирмы
8 декабря 1941 года японская 15-я армия заняла Таиланд.
16 декабря японский батальон, пройдя по горным тропам через перешеек Кра, достиг аэродрома Виктория-пойнт. Однако аэродром оказался пуст — за два дня до появления японцев британский персонал был эвакуирован морем, поскольку британское командование полагало, что удержать аэродром не удастся.
23 декабря японская авиация совершила первый воздушный налёт на Рангун. 4 эскадрильи (60 самолётов) японских бомбардировщиков в сопровождении истребительной эскадрильи, разбомбили порт и аэродром Рангуна, а также жилые кварталы (погибло более 2 тысяч жителей города). В бой против японцев вступили две истребительные эскадрильи — 67-я британских ВВС и 3-я американская наёмническая (эскадрилья «Адские ангелы», из состава американского наёмнического авиаполка «Летающие тигры»). Британцы сбили 3 японских бомбардировщика, американцы — ещё 8 (потеряв 3 своих истребителя).
Генерал-лейтенант Хаттон, по приказу Уэйвелла возглавивший оборону Бирмы, распознал намерения японцев ударить через Тенассерим, и направил в Моулмейн прибывшую из Индии 46-ю индийскую бригаду (со штабом 17-й индийской дивизии, две остальные бригады этой дивизии были в Сингапуре) и 13-ю индийскую бригаду из Шанской области. Кроме того, Хаттон приказал британской эскадрилье нанести удары по аэродромам в Таиланде, а 8 января 1942 года — налёт на Бангкок.
20 января японцы захватили город Тавой. Там японцы начали формировать «Армию независимости Бирмы» из так называемых «такинов» (бирманских левых националистов).
31 января 55-я японская дивизия после продолжавшегося в течение суток боя против 4 индийских батальонов овладела Моулмейном.
9 февраля части 15-й японской армии получили приказ начать наступление на Рангун.
22 февраля началось сражение за мост через реку Ситаун — в 120 км от Рангуна. 23 февраля мост был взорван, чтобы не допустить прохождение по нему японских войск, и в результате на восточном берегу реки (шириной более 500 м) остались отрезанными 16-я, 46-я индийские бригады и половина 48-й индийской бригады. Переправиться через реку удалось немногим, остальные были убиты или взяты в плен. В итоге в составе 17-й индийской дивизии на западном берегу Ситауна осталось всего 3,5 тысячи солдат и офицеров, без артиллерии и транспорта. Они отошли на запад, к городу Пегу, где к ним присоединилась прибывшая из Северной Африки британская 7-я бронетанковая бригада.
1 марта 1942 по просьбе Уэйвелла на территорию Бирмы вступили китайские 5-я и 6-я армии (реально примерно равные дивизиям), начавшие продвигаться на юг по Бирманской дороге.
Японское наступление на Рангун началось 3 марта. 5 марта японские части 15-й армии достигли Пегу и атаковали позиции 17-й индийской дивизии. Прибывший из Индии генерал Александер, сменивший Хаттона на посту командующего войсками в Бирме, приказал защищать Пегу силами 17-й дивизии, в состав которой вошли 7-я бронетанковая бригада и прибывшая 63-я индийская бригада, а также приказал идти к Пегу 1-й бирманской дивизии с севера.
Однако японские войска успешно обходили части противника, те, чтобы избежать окружения, отходили, и к утру 8 марта 17-я дивизия заняла оборону в 40 км от Рангуна. К тому времени столица Бирмы была эвакуирована, взорваны портовые сооружения и склады, утром 7 марта гарнизон Рангуна, во главе с генералом Александером и его штабом, покинули город, направившись на север, по шоссе, ведущему в Пром (Пьи).
Днём 8 марта 1942 года передовые японские подразделения вошли в покинутый, практически безлюдный Рангун.

### Захват японцами Средней и Верхней Бирмы
7 марта 1942 японская 15-я армия получила приказ из Токио начать наступление на север Бирмы, с целью разгромить китайские войска. К 15 марта командующий 15-й армией генерал Йида разработал план операции по захвату Средней и Верхней Бирмы. Он рассчитывал на скорое прибытие в Рангун ещё двух японских дивизий — 56-й и 18-й, а также на то, что плохо вооружённые и плохо снабжаемые китайские войска не захотят защищать Бирму, а будут отступать к своей границе.
Однако в районе города Таунгу (в 200 км севернее Рангуна) 200-я китайская дивизия, численно равная полку, оказала упорное сопротивление 55-й японской дивизии. После 4 дней боёв китайцы были окружены, затем сражались ещё 10 дней и, понеся потери личного состава и вооружения, всё-таки прорвались из окружения на север.
Другие китайские части с начала апреля действительно стали отступать, не оказывая серьёзного сопротивления японцам. Британские части также со 2 апреля стали отступать из Прома на север.
10 апреля японские войска вошли в боевое соприкосновение с Бирманским корпусом (17-я индийская и 1-я бирманская дивизии, британская 7-я бронетанковая бригада — под командованием генерал-майора Слима). Вместе с японскими войсками в боевые действия вступила Армия независимости Бирмы (АНБ). Началось дезертирство из бирманских частей британской армии. Генерал Слим по своей инициативе приказал взорвать нефтепромыслы и нефтехранилища в Енанджауне.
17 апреля в районе Енанджауна остатки 1-й бирманской дивизии были окружены и прижаты к реке. 19 апреля они пошли на прорыв, оставив артиллерию и раненых (японцы не стали брать раненых в плен, просто заколов их штыками).
18 апреля японцы окружили 55-ю китайскую дивизию. Вырваться ей не удалось, все китайцы были перебиты или взяты в плен.
6-я китайская армия в конце апреля покинула Бирму, вернувшись в Китай. Британские войска стали отходить на запад, в сторону Индии. 5-я китайская армия — на север, к китайской границе.

## Итоги и последствия
К концу мая 1942 британские и китайские войска покинули Бирму, страна была полностью захвачена японцами.